# 離心率

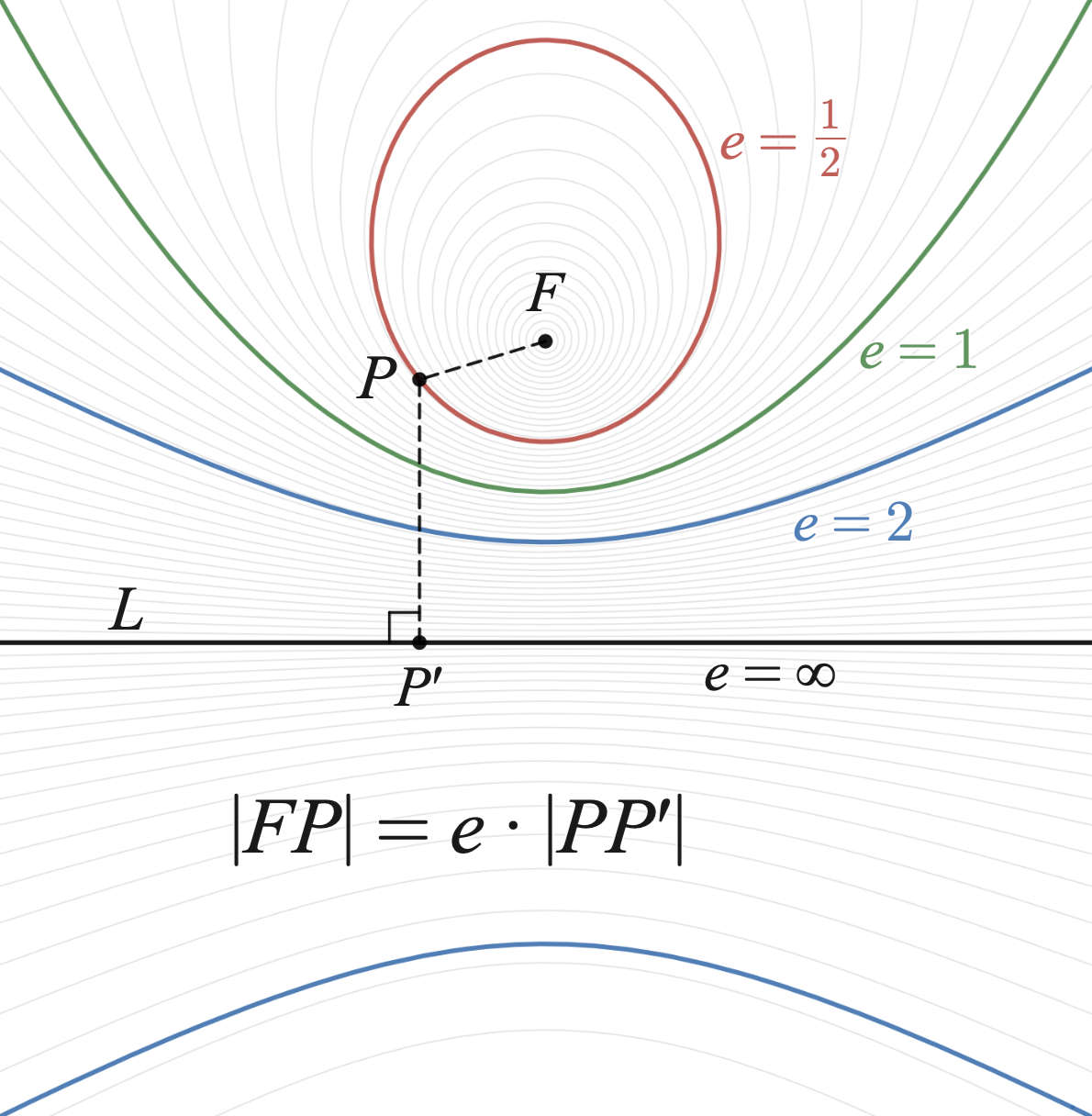
焦点Fと準線Lを固定し、離心率 e を変えて描かれた円錐曲線。離心率 e は線分PP'の長さ|PP'|と線分FPの長さ|FP|を用いてe = |FP|/|PP'|と表される。図の曲線はそれぞれ楕円 (赤色、e = 1/2)、放物線 (緑色、e = 1)、双曲線 (青色、e = 2)である。真円は、点Fに限りなく近い点にあり、離心率 e は0である。逆に直線は、点Pが限りなく準線に近い距離にあり、離心率 e が1の線と表現することができる。これらの円錐曲線はいずれも交差しない。

離心率（りしんりつ、英語: eccentricity）とは、円錐曲線（二次曲線）の特徴を示す数値の一つで、真円から離れる程度を表す。0から∞までの値をとり、真円では0、直線では∞をとる。

## 定義
円錐曲線、すなわち円・楕円・放物線・双曲線はいずれも、焦点 F からの距離と、準線 L からの距離の比 e が一定となる点の集合である。この比 e が離心率である。すなわち、円錐曲線上の任意の点 P について、焦点 F からの距離を FP、準線 L からの距離を PP' と表すと
{\displaystyle e={\frac {FP}{PP'}}}
となる。円の場合は楕円での準線を無限遠方においた極限とみなし、離心率は 0 とする。

## 離心率と二次曲線の分類
離心率 e の値により、描かれる曲線は以下のように変化する。
- e = 0 … 真円
- 0 < e < 1 … 楕円
- e = 1 … 放物線
- 1 < e … 双曲線

### 楕円の離心率
楕円の場合、長径と短径をそれぞれ 2a, 2b とすると、焦点同士の距離は {\displaystyle 2{\sqrt {a^{2}-b^{2}}}} となり
{\displaystyle e={\frac {2{\sqrt {a^{2}-b^{2}}}}{2a}}={\sqrt {\frac {a^{2}-b^{2}}{a^{2}}}}}
である。したがって、楕円形が真円に近いほど離心率は小さな値をとる。
扁平率 を f とすると、
{\displaystyle f={\frac {a-b}{a}}=1-{\frac {b}{a}}}
離心率の自乗 e2 は、
{\displaystyle e^{2}={\frac {a^{2}-b^{2}}{a^{2}}}=f(2-f)}
である。
e は “第一離心率” と称される。また第二離心率 e'、第三離心率 e''も用いられる。
{\displaystyle e'={\sqrt {\frac {a^{2}-b^{2}}{b^{2}}}},\quad e''={\sqrt {\frac {a^{2}-b^{2}}{a^{2}+b^{2}}}}}

#### 地球の離心率
地球（GRS80回転楕円体）の離心率は、その定義された扁平率から計算すると、e ≈ 0.081 819 191 042 815 790, e2 ≈ 0.006 694 380 022 900 788 である。